# دوارسنج

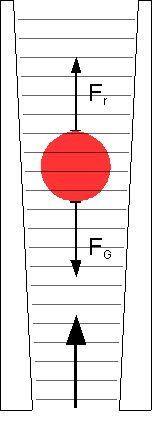
جریان سیال به سوی بالا باعث ایجاد نیروی درگ در شناور می‌شود که مخالف جهت نیروی جاذبه است. شناور به اندازه‌ای درون سیال جابجا می‌شود تا تعادل برقرار شود.

دوارسنج یا روتامتر وسیله‌ای برای اندازه‌گیری نرخ جریان در یک لولهٔ بسته است.
این وسیله در دسته‌ای از سنجه‌ها با نام سنجه‌های با مقطع متغیر قرار دارد. در این ابزارها اندازه‌گیری دبی جریان با تغییر سطح مقطع جریان عبوری انجام می‌شود.

## تاریخچه
نخستین سنجهٔ با مقطع متغیر با شناور چرخنده توسط کارل کویپرز در سال ۱۹۰۸ میلادی در آخن اختراع شد. فلیکس میر نخستین شرکت صنعتی را در آخن اختراع کرد و اهمیت بنیادی این اختراع را تأیید کرد. آنان این اختراع را با ابعاد جدید شناور و لولهٔ شیشه‌ای بهبود دادند. برای ایجاد مقیاس برای جریان متقارن، کویپرز شکل خاصی را برای درون لولهٔ شیشه‌ای اختراع کرد.

## پیاده‌سازی
دوارسنج شامل یک لولهٔ مخروطی معمولاً شیشه‌ای و یک شناور از جنس آلومینیوم آنود شده یا سرامیک است. شناور درون لوله زیر اثر نیروی بالاسوی درگ سیال و نیروی پایین‌سوی جاذبه است. نیروی درگ سیال تابعی از چگالی سیال، شکل مقطع شناور و سرعت سیال است.
افزایش نرخ دبی حجمی سیال، باعث افزایش سرعت و نیروی درگ جریان می‌شود. در نتیجه شناور به سوی بالا هل داده می‌شود. از آن‌جایی که مقطعِ درونیِ دوارسنج مخروطی است، سطح پیرامون شناور (سطح مقطع جریان عبوری از پیرامون شناور) افزایش می‌یابد، در نتیجه سرعت و نیروی درگ جریان کاهش می‌یابد. بالا رفتن شناور تا زمانی ادامه می‌یابد که تعادل مکانیکی میان نیروی درگ و نیروی وزن شناور برقرار شود.
شناورها در شکل‌های گوناگونی ساخته می‌شوند که از میان آن‌ها کره و بیضی‌گون متداول‌تر هستند. ممکن است شیارهای قطری روی شناور ایجاد شود تا با گذر جریان، حول محور خود بچرخد. این برای اطمینان از آن است که شناور به جایی گیر نکرده باشد و به صورت آزاد حرکت کند. قرائت معمولاً بر اساس بالای عریض‌ترین بخش شناور (مانند مرکز کره یا بالای شناور استوانه‌ای) انجام می‌شود. برخی سازندگان از استانداردهای متفاوتی بهره می‌برند.
شناور نباید در سیال شناور باشد. باید چگالی آن بیشتر از سیال باشد، زیرا در غیر این صورت، همواره و حتی در صورت سکون سیال، در بالای آن شناور خواهد بود.
طبیعت اندازه‌گیری مکانیکی است و نیازی به توان الکتریکی ندارد. اگر لوله فلزی باشد، موقعیت شناور بر اثر جفت‌شدگی مغناطیسی به یک شناساگر خارجی منتقل می‌شود. این قابلیت باعث افزایش دامنهٔ کاربرد دوارسنج شده‌است؛ زیرا می‌توان اندازه‌گیری را با فاصله از دستگاه انجام داد یا از کنترل‌کننده‌های خودکار سود برد.

## مزایا
- دوارسنج نیازی به نیرو یا سوخت بیرونی ندارد و تنها از ویژگی‌های ذاتی سیال و جاذبه برای اندازه‌گیری دبی جریان بهره می‌برد.
- دوارسنج ابزاری نسبتاً ساده است که می‌توان آن را با مواد اولیهٔ ارزان تولیدِ انبوه کرد.
- به دلیل افزایش سطح مقطع با بالارفتن شناور در لوله، مقیاس تقریباً خطی است.[۱]

## معایب
- با توجه به اثر جاذبه، دوارسنج باید همواره به صورت عمودی با جریان رو به بالا به کار برده شود.
- هر دوارسنج تنها برای یک سیال مشخص و در یک دمای معلوم دقیق است. چگالی سیال وابسته به دما است. لزجت سیال نیز دارای اهمیت است. می‌توان برای چگالی‌ها و لزجت‌های گوناگون از دوارسنج‌های متفاوت بهره برد یا مقیاس‌های مختلف روی یک دوارسنج درج شود.
- دقت اندازه‌گیری نسبت به سایر ابزارها پایین‌تر است. عدم قطعیت قرائت در پایین دستگاه بیشتر می‌شود. نوسانات جریان و خطای دید می‌توانند عدم قطعیت اندازه‌گیری را افزایش دهند.
- کدورت یا جنس سیال ممکن است باعث دیده نشدن شناور درون سیال شود. در این حالت، می‌توان از یک مبدل برای اندازه‌گیری الکترونیکی موقعیت شناور استفاده کرد.[۱]